# Israelische Inline-Skaterhockeynationalmannschaft
Die israelische Inline-Skaterhockey-Nationalmannschaft ist die nationale Inline-Skaterhockey-Auswahlmannschaft Israels. Sie repräsentiert den Israelischen Inline-Skaterhockey Verband (Israel Inline-Skaterhockey Federation - ILISHF).
Der Israelische Verband nahm bislang lediglich zweimalig an der Europameisterschaft der Junioren teil. Im Premierenjahr 2007 erreichte man den siebten und somit letzten Platz. Ein Jahr später bei der Europameisterschaft 2008 konnte der sechste Platz erlangt werden. Seither nahm keine Nationalmannschaft mehr aus Israel an einem offiziellen Turnier der IISHF teil.